# Universiti Pendidikan Sultan Idris
Universiti Pendidikan Sultan Idris (UPSI) – malezyjska uczelnia publiczna z siedzibą w Tanjung Malim (stan Perak). Została założona w 1922 roku.